# Parilyrgis
Parilyrgis là một chi bướm đêm thuộc họ Erebidae.

## Loài
- Parilyrgis concolor Bethune-Baker, 1908
- Parilyrgis nyctichroa Turner, 1908